# Shadow DN1
La Shadow DN1 fu una vettura di Formula 1, la prima prodotta dal costruttore statunitense. Fece il suo esordio nella 1973 con al volante Jackie Oliver e George Follmer, ma venne impiegata anche nella stagione successiva.

## Specifiche tecniche
Progettata da Tony Southgate e Dave Wass, veniva spinta dal tradizionale motore Ford Cosworth DFV. Possedeva un cambio Hewland TL200, montato su una monoscocca in alluminio. In tutte le gare venne gommata dalla Goodyear.

## Stagione 1973
Le vetture non poterono esordire nel primo appuntamento stagionale, in Brasile, in quanto non ancora pronte. Il debutto avvenne quindi in Sud Africa, con Jackie Oliver e George Follmer (che chiuse sesto). Nella gara seguente, in Spagna, Follmer conquistò un terzo posto.
Nel restante corso della stagione la DN1 ottenne un solo altro  piazzamento a punti, con Oliver, terzo in Canada. Dal Gran Premio di Spagna una terza vettura venne impiegata da Graham Hill col team privato Embassy Racing. Nel Gran Premio degli Usa il team ufficiale UOP Shadow Racing Team affidò un'altra vettura a Brian Redman.

## Stagione 1974
La DN1 venne impiegata brevemente anche nella stagione 1974. Jean-Pierre Jarier vi corse i primi due gran premi senza vedere però la bandiera a scacchi.

## Risultati completi in Formula 1
(legenda) (il grassetto indica le pole position, il corsivo indica i giri veloci) 
| Anno | Team              | Motore           | Pneumatici | Piloti  | 1   | 2   | 3   | 4   | 5   | 6   | 7   | 8   | 9   | 10  | 11  | 12  | 13  | 14  | 15  | Punti | CDM |
| ---- | ----------------- | ---------------- | ---------- | ------- | --- | --- | --- | --- | --- | --- | --- | --- | --- | --- | --- | --- | --- | --- | --- | ----- | --- |
| 1973 | UOP Shadow Racing | Ford Cosworth V8 | G          |         | ARG | BRA | SAF | SPA | BEL | MON | SVE | FRA | GBR | OLA | GER | AUT | ITA | CAN | USA | 9     | 8°  |
| 1973 | UOP Shadow Racing | Ford Cosworth V8 | G          | Oliver  |     |     | Rit | Rit | Rit | 10  | Rit | Rit | Rit | Rit | 8   | Rit | 11  | 3   | 15  | 9     | 8°  |
| 1973 | UOP Shadow Racing | Ford Cosworth V8 | G          | Follmer |     |     | 6   | 3   | Rit | NP  | 14  | Rit | Rit | 10  | Rit | Rit | 10  | 17  | 14  | 9     | 8°  |
| 1973 | UOP Shadow Racing | Ford Cosworth V8 | G          | Redman  |     |     |     |     |     |     |     |     |     |     |     |     |     |     | SQ  | 9     | 8°  |
| 1973 | Embassy Racing    | Ford Cosworth V8 | G          |         |     |     |     |     |     |     |     |     |     |     |     |     |     |     |     | 9     | 8°  |
| 1973 | G. Hill           | Ford Cosworth V8 | G          |         |     |     | Rit | 9   | Rit | Rit | 10  | Rit | NC  | 13  | Rit | 14  | 16  | 13  |     | 9     | 8°  |
| 1974 | UOP Shadow Racing | Ford Cosworth V8 | G          |         | ARG | BRA | SAF | SPA | BEL | MON | SVE | OLA | FRA | GBR | GER | AUT | ITA | CAN | USA |       |     |
| 1974 | UOP Shadow Racing | Ford Cosworth V8 | G          | Jarier  | Rit | Rit |     |     |     |     |     |     |     |     |     |     |     |     |     |       |     |